# 赵宋光
赵宋光（1931年9月4日—2024年8月17日），男，原籍江苏松江，生于浙江湖州，中国音乐学家、音乐理论家、教育家，星海音乐学院首任院长，曾任中国音乐家协会常务理事。
2024年8月17日17:30在广州因病逝世。